# يوسف حزام
يوسف حزام (مواليد 7 يونيو 1995) لاعب كرة قدم إماراتي يجيد اللعب في الدفاع.
لعب سابقاً لنادي الوحدة ونادي بني ياس ونادي الإمارات ونادي حتا.

## روابط خارجية
- يوسف حزام على موقع Soccerway.com (الإنجليزية)